# Palma do Rio
Palma do Rio (em castelhano: Palma del Río) é um município da Espanha na província de Córdova, comunidade autónoma da Andaluzia. Tem 200,19 km² de área e em 2021 tinha 20 910 habitantes (densidade: 104,5 hab./km²).

## Demografia
| Variação demográfica do município entre 1991 e 2004 | Variação demográfica do município entre 1991 e 2004 | Variação demográfica do município entre 1991 e 2004 | Variação demográfica do município entre 1991 e 2004 |
| --------------------------------------------------- | --------------------------------------------------- | --------------------------------------------------- | --------------------------------------------------- |
| 1991                                                | 1996                                                | 2001                                                | 2004                                                |
| 18350                                               | 19011                                               | 19072                                               | 20030                                               |